# Рябчиков, Александр Фёдорович
Александр Фёдорович Рябчиков (Рябчик) (1787—?) — российский врач, доктор медицины, участник Народного ополчения, коллежский советник.

## Биография
Из духовного звания. Окончил курс медицинского факультета Московского университета (1810) со степенью лекаря. Прозектор при профессоре И. Е. Грузинове. Получив в Московском университете степень доктора медицины (20.08.1812) поступил в Московское народное ополчение вместе с И. Е. Грузиновым, который имел звание штаб-доктора. После смерти Грузинова (26.05.1813) Рябчиков — и.д. штаб-лекаря. Был при сражениях под Бородино, при Тарутине, Малом Ярославце, Вязьме и Красном. После его увольнения из ополчения и возвращения в Московский университет по представлению М. Я. Мудрова Совету Московского университета Рябчиков был назначен к нему в адъютанты. В этой должности находился недолго (9.7—10.12.1813). За усердие и помощь ратникам в бытность Рябчикова при армии, ему было объявлено Монаршее благоволение (26.2.1814). Выйдя в отставку, занимался изучением медицинской науки. Получил в Московском университете звание акушера (1816). Работал в должности уездного врача в г. Коломне и одновременно и.д. уездного лекаря в г. Бронницах (1815—1818). Вышел в отставку по здоровью (1818). Выдержав в Московском университете испытания, получил звание Инспектора врачебной управы (1826). 
Занял должность старшего ординатора Московской Екатерининской Больницы (1827—1848). В 1830 году, независимо от своих обязанностей, около 2-х месяцев исправлял должность доктора при Доме умалишённых и в том же году оказал особое усердие по лечению больных холерою, за что был награжден орденом св. Анны 3 степени (22-го мая 1831). Получил чин надворного советника (1831). , В 1835 году, при открытии при Екатерининской больнице Фельдшерской школы, добровольно изъявил желание быть в качестве Инспектора школы, без всякого вознаграждения. В 1835 году в течение 3-х месяцев, исправлял должность старшего врача Екатерининской Больницы. Был пожалован орденом св. Владимира 4-й ст. (14.6.1835). Получил чин коллежского советника (1837). Был произведён в статские советники (22.11.1840). Уволившись (1848) из Екатерининской больницы, жил в деревне, в Переяславском уезде.